# Fusigonalia epacra
Fusigonalia epacra är en insektsart som beskrevs av Young 1977. Fusigonalia epacra ingår i släktet Fusigonalia och familjen dvärgstritar. Inga underarter finns listade i Catalogue of Life.